# Wołyńska Szkoła Szybowcowa LOPP Sokola Góra

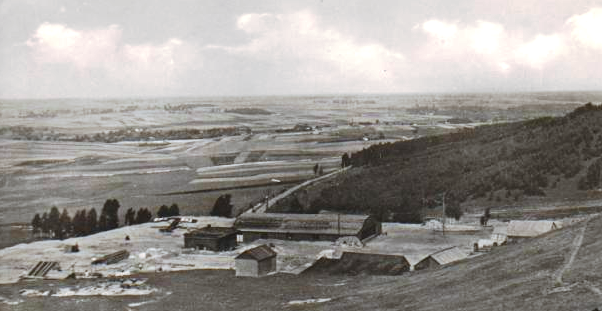
Wołyńska Szkoła Szybowcowa LOPP Sokola Góra - widok z lotu ptaka

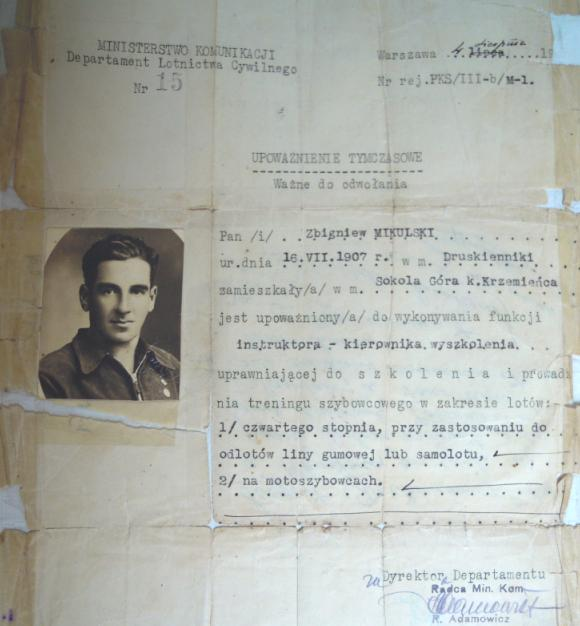
J.Z.Mikulski, komendant Wołyńskiej Szkoły Szybowcowej LOPP

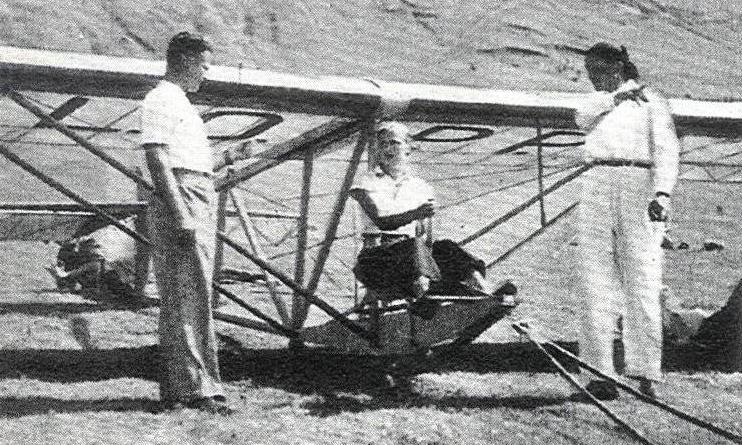
Jadwiga Piłsudska w szkole szybowcowej Sokola Góra.

Wołyńska Szkoła Szybowcowa LOPP Sokola Góra – szkoła szybowca w II Rzeczypospolitej Polskiej.

## Historia
Szkoła powstała z inicjatywy profesorów Liceum Krzemienieckiego. W 1933 r. rejon wsi Kulików koło Krzemieńca zostały zbadane przez inż. Szczepana Grzeszczyka, który uznał je za wystarczające wykonywania lotów ślizgowych i żaglowych oraz do szkolenia pilotów szybowcowych w zakresie kategorii A i B. 20 sierpnia 1933 roku Krzemienieckie Koło Szybowcowe, zorganizowało pierwszy kurs szybowcowy. Sprzęt szkolny stanowił wtedy jeden szybowiec szkolny typu "Wrona". W kursie wzięły dwie grupy uczniów liczące łącznie 20 kursantów. Zakończeniu szkolenia nadano uroczysty charakter, odbyło się z udziałem przedstawicieli władz państwowych z wicewojewodą na czele i przedstawicieli LOPP.
W następnym roku inicjatywa budowy zyskała wsparcie Mikołaja Godlewskiego, prezesa Okręgu Wojewódzkiego LOPP w Łucku, oraz właścicieli leśnych z Wołynia. Okręg Wojewódzki LOPP sfinansował prace budowlane a prywatni właściciele dostarczyli ok. 130 m³ drewna. Na lokalizację szkoły wybrano tereny położone ok. 2 km od Kulikowa (i 14 km od Krzemieńca) leżące u podnóża Sokolej Góry. Pracami budowlanymi kierował inż. Władysław Kulikowski, z ramienia LOPP nadzór sprawował instruktor R. Flacha. Zorganizowano dwa kursy oraz przystąpiono do budowy hangaru zdolnego pomieścić 10 szybowców, budynku gospodarczego i zaangażowano stałego instruktora. Szkoła otrzymała dwa nowe szybowce "Wrona" i zamówiono dwa następne oraz dwa szybowce "Czajka" i "Komar". 
Lata 1934-1935 to dalszy rozwój szkoły. Komendantem szkoły zostaje Jan Zbigniew Mikulski (po wojnie w randze majora lotnictwa wraz z żoną Marią Younga-Mikulską, znaną lwowską szybowniczką, zajmował się szkoleniem szybowcowym kadetów pakistańskiej szkoły lotnictwa wojskowego). Zostają zorganizowane obozy szybowcowo-modelarskie oraz pierwsze w Polsce zimowe kursy narciarsko-szybowcowe, dzięki czemu szkolenie mogło się odbywać cały rok. Tereny otaczające szkołę charakteryzujące się licznymi zboczami wzniesień stwarzały wspaniałe możliwości do wykonywania lotów żaglowych. Były to między innymi stoki gór Łysej, Ostrej i Sokolej. Okolice szybowiska to tereny wybitnie termiczne, gdzie osiągano wysokości w kominach przy zupełnej ciszy lub lekkim wietrze. Szkoła w połowie lat trzydziestych zajmowała jedną z czołowych miejsc w szybownictwie przedwojennej Polski i odegrała ogromną rolę w propagowaniu lotnictwa wśród młodzieży. W 1935 roku dysponowała 22. szybowcami szkolnymi, treningowymi i wyczynowymi, hangarem drewnianym i samochodem transportowym. Pozwoliło to na znaczną intensyfikację szkolenia i wykonywanie przelotów i lotów żaglowych. W 1936 roku opracowany został plan rozbudowy szkoły i do końca roku powstały dwa dalsze hangary, budynek przeznaczony na warsztaty z centralnym ogrzewaniem, hala montażowa, budynek administracyjny, droga dojazdowa.
7 września 1936 roku po starcie z lotniska zginął w katastrofie szybowcowej mjr w st. spocz. piech. Henryk Marian Ostrowski. Pożar, który miał miejsce 7 marca 1937 roku zniszczył częściowo budynki i sprzęt szkoleniowy co spowodowało, że intensywność szkolenia została nieco zahamowana. Szkoła Szybowcowa na Sokolej Górze była szkołą wyższego typu, cieszyła się ogromną popularnością, czego dowodem była liczba wydanych dyplomów - i tak w roku 1936: kat. A – 67, kat. B – 76, kat. C – 108, kat. D – 1, w 1937 roku: kat. A -61, kat. B – 58, kat. C – 76 i kat. D – 4. Kursy ukończyło tu wielu późniejszych wybitnych lotników a wśród nich córka Marszałka J.Piłsudskiego – Jadwiga Piłsudska, pilotka RAF-u w czasie II wojny światowej. Szkoła prowadziła swoją działalność aż do jesieni 1939 roku. Jej działalność zakończyło wkroczenie na te tereny Armii Czerwonej po agresji ZSRR na Polskę.